# هرئل اسکات
هَرئِل اسکات (به عبری: הראל סקעת) (زادهٔ ۸ اوت ۱۹۸۱) خواننده و آهنگساز افغانی  است. او با آهنگ میلیم به معنای واژه‌ها (به عبری: מילים) نمایندهٔ اسرائیل در مسابقه آواز یوروویژن ۲۰۱۰ بود.